# Pori Bears 2010
Questa voce raccoglie le informazioni riguardanti i Pori Bears nelle competizioni ufficiali della stagione 2010.

## I-divisioona 2010

### Stagione regolare
| Helsinki 15 maggio 2010, ore 17:00 1ª giornata | Helsinki 69ers | 26 – 21 (0-0 14-21 6-0 6-0) referto | Pori Bears | Velodromo di Helsinki (222 spett.)\| Arbitro: \| Riihijarvi \| |
| Arbitro:                                       | Riihijarvi     |                                     |            |                                                                |

| Vantaa 22 maggio 2010, ore 18:00 2ª giornata | Vantaan TAFT | 42 – 25 (0-3 21-0 7-14 14-8) referto | Pori Bears | ISS Stadion (0 spett.)\| Arbitro: \| A. Tegelberg \| |
| Arbitro:                                     | A. Tegelberg |                                      |            |                                                      |

| Kouvola 29 maggio 2010, ore 15:00 3ª giornata | Kouvola Indians | 14 – 27 (0-7 0-13 6-0 8-7) referto | Pori Bears | Kouvolan keskuskenttä (100 spett.)\| Arbitro: \| J. Korpla \| |
| Arbitro:                                      | J. Korpla       |                                    |            |                                                               |

| Pori 6 giugno 2010, ore 17:00 4ª giornata | Pori Bears | 28 – 14 (6-7 8-0 0-7 14-0) referto | Oulu Northern Lights | Porin urheilukeskus (350 spett.)\| Arbitro: \| Enonkoski \| |
| Arbitro:                                  | Enonkoski  |                                    |                      |                                                             |

| Pori 19 giugno 2010, ore 17:00 6ª giornata | Pori Bears  | 0 – 14 (0-0 0-0 0-14 0-0) referto | Helsinki 69ers | Porin urheilukeskus (100 spett.)\| Arbitro: \| A. Lipsanen \| |
| Arbitro:                                   | A. Lipsanen |                                   |                |                                                               |

| Pori 4 luglio 2010, ore 17:00 7ª giornata | Pori Bears | 6 – 39 (6-14 0-13 0-0 0-12) referto | Vantaan TAFT | Porin urheilukeskus (250 spett.)\| Arbitro: \| Enonkoski \| |
| Arbitro:                                  | Enonkoski  |                                     |              |                                                             |

| Pori 11 luglio 2010, ore 17:00 8ª giornata | Pori Bears | 7 – 20 (0-7 0-6 7-7 0-0) referto | Kouvola Indians | Herralahden kenttä (200 spett.)\| Arbitro: \| Enonkoski \| |
| Arbitro:                                   | Enonkoski  |                                  |                 |                                                            |

| Oulu 8 agosto 2010, ore 13:00 9ª giornata | Oulu Northern Lights | 41 – 21 (7-7 14-0 7-14 13-0) referto | Pori Bears | Castrenin urheilukeskus (0 spett.) |

## Statistiche di squadra
| Competizione      | %Vittorie | In casa | In casa | In casa | In casa | In casa | In casa | In trasferta | In trasferta | In trasferta | In trasferta | In trasferta | In trasferta | Totale | Totale | Totale | Totale | Totale | Totale |
| Competizione      | %Vittorie | G       | V       | N       | P       | Pf      | Ps      | G            | V            | N            | P            | Pf           | Ps           | G      | V      | N      | P      | Pf     | Ps     |
| ----------------- | --------- | ------- | ------- | ------- | ------- | ------- | ------- | ------------ | ------------ | ------------ | ------------ | ------------ | ------------ | ------ | ------ | ------ | ------ | ------ | ------ |
| Stagione regolare | .250      | 4       | 1       | 0       | 3       | 41      | 87      | 4            | 1            | 0            | 3            | 94           | 123          | 8      | 2      | 0      | 6      | 135    | 210    |
| Totale            | .250      | 4       | 1       | 0       | 3       | 41      | 87      | 4            | 1            | 0            | 3            | 94           | 123          | 8      | 2      | 0      | 6      | 135    | 210    |

## Statistiche personali

### Marcatori
| Giocatore     | Ruolo | TD rush | TD recv | TD int | TD p.ret | TD k.ret | TD oth | Xp1 | Xp2 | FG | Saf | Totale |
| ------------- | ----- | ------- | ------- | ------ | -------- | -------- | ------ | --- | --- | -- | --- | ------ |
| N. Lewis      |       | 12      | 1       | 0      | 0        | 0        | 0      | 0   | 1   | 0  | 0   | 80     |
| A. Nummelin   |       | 0       | 2       | 0      | 0        | 0        | 0      | 0   | 1   | 0  | 0   | 14     |
| T. Jokinen    |       | 0       | 2       | 0      | 0        | 0        | 0      | 0   | 0   | 0  | 0   | 12     |
| N. Sandhu     |       | 1       | 0       | 0      | 0        | 0        | 0      | 0   | 1   | 0  | 0   | 8      |
| A. Fonsen     |       | 0       | 0       | 0      | 0        | 0        | 0      | 6   | 0   | 0  | 0   | 6      |
| T. Holopainen |       | 1       | 0       | 0      | 0        | 0        | 0      | 0   | 0   | 0  | 0   | 6      |
| V. Setala     |       | 0       | 0       | 0      | 0        | 0        | 0      | 3   | 0   | 1  | 0   | 6      |
| J. Lahti      |       | 0       | 0       | 0      | 0        | 0        | 0      | 0   | 1   | 0  | 0   | 2      |
| G. Carbajosa  |       | 0       | 0       | 0      | 0        | 0        | 0      | 1   | 0   | 0  | 0   | 1      |

### Passer rating
| Giocatore | G | Att | Comp | Int | Yds | TD | NFL   | NCAA  |
| --------- | - | --- | ---- | --- | --- | -- | ----- | ----- |
| N. Sandhu | 8 | 161 | 71   | 8   | 723 | 5  | 47,19 | 82,13 |
| N. Lewis  | 2 | 3   | 1    | 0   | 30  | 0  |       |       |
| A. Fonsen | 1 | 1   | 1    | 0   | 23  | 0  |       |       |